# 장 미카엘 세리
장 미카엘 세리(프랑스어: Jean Michaël Seri, 1991년 7월 19일 ~ )는 코트디부아르의 축구 선수로, 현재 사우디 프로페셔널리그의 알오루바와 코트디부아르 축구 국가대표팀에서 중앙 미드필더로 활약하고 있다.

## 구단 경력

### 포르투
2012년 11월 2일, 세리는 스카우터들에게 깊은 인상을 남긴 후, 프리메이라리가의 포르투로 임대 이적하였다. 그러나, 세리의 1군팀 자리는 없었다. 따라서 그는 클럽의 리저브 팀에서 뛰어야 했고, 2013년 첫 5개월 동안 19번의 세군다 리가 경기에서 한 번 골을 넣었다.

### 니스
2015년 6월 11일, 세리는 100만 유로의 이적료로 리그 1의 니스에 공식적으로 합류하였다. 2015년 5월 27일, 이적 시장이 열리기 전에, 구단은 세리의 "매우 가능성 있는" 도착을 발표하였다. 2015년 8월 8일, 세리는 2-1로 패한 모나코와의 리그 1 2015-16 시즌 개막 전에서 데뷔 전을 치렀다. 2015년 9월 27일, 그는 4-1로 이긴 생테티엔 원정 경기에서 53분에 골을 넣으며 니스에서의 첫 골을 기록하였다.

### 풀럼
2018년 7월, 세리는 2022년까지 4년 계약을 맺고 풀럼과 계약을 1년 더 연장할 수 있는 옵션으로 합류했다.
세리는 8월 26일 번리를 상대로 지역 외곽에서 화려한 공격으로 득점을 시작하며 새로운 클럽에서 첫 골을 기록했다. 세리는 공을 집어 들고 다가오는 수비수 주위를 터치한 후 조 하트의 골대 상단 구석으로 장거리 노력으로 말렸고 골은 8월 프리미어리그 이달의 골로 수여되었다.

### 헐 시티
2022년 7월 8일, 세리는 챔피언십으로 돌아와 헐 시티와 3년 계약으로 입단했다. 세리는 2022년 7월 30일 브리스틀 시티와의 홈 경기에서 데뷔 전을 치렀고 추가 시간에 결승골을 넣었다.

### 알오루바
2024년 8월 23일, 세리는 새로 승격된 사우디 프로페셔널리그 클럽 알오루바와 계약을 체결했다.

## 국가대표팀 경력
세리는 2011년 모로코에서 열린 2011년 U-23 아프리카 챔피언십에서 코트디부아르 U-23 국가대표팀에 총 3번 출전해 남아프리카 공화국, 이집트, 가봉과의 B조 조별 리그 3경기에서 매분 출전했지만, 코트디부아르는 B조에서 3위를 차지해 준결승에 진출하지 못했다.
2014년 2월 27일, 그는 벨기에 국가대표팀와의 친선 경기에서 코트디부아르 국가대표팀에 처음으로 차출되었고, 그는 2-2로 비긴 벨기에와의 국가대표팀 원정 경기에서 교체로 출전했다. 2015년 9월 6일, 시에라리온과의 2017년 아프리카 네이션스컵 예선 경기에서 국가대표팀 데뷔 전을 치렀고, 0-0으로 비긴 원정 경기에서 전체 경기를 소화했다. 세리는 코트디부아르의 2017년 아프리카 네이션스컵 C조 조별 리그 3경기 중 2경기에 출전했다. C조 3위로 8강 진출에 실패했다. 2015년 11월 17일, 세리는 3-0으로 이긴 라이베리아와의 2018년 FIFA 월드컵 2차 예선 2차전 홈 경기에서 64분에 골을 넣으며 국가대표팀 첫 골을 기록했다.
세리는 코트디부아르의 2017년 아프리카 네이션스컵 C조 조별 리그 3경기 중 2경기에 출전해 C조 3위를 차지해 8강 진출에 실패했다. 2019년 대회에서는 남아공과 모로코를 상대로 두 차례 조별 리그 경기에 출전하기도 했다.
세리는 2021년 아프리카 네이션스컵에서 코트디부아르 국가대표팀의 일원이었으며, 16강에 진출한 팀의 네 경기 모두에 선발 출전하여 승부차기에서 이집트에 5-4로 패했다.
2023년 12월, 세리는 2023년 아프리카 네이션스컵에서 코트디부아르 국가대표팀에 발탁되어 대회 우승을 차지했다.